# Acantholimon macropetalum
Acantholimon macropetalum är en triftväxtart som beskrevs av Karl Heinz Rechinger och Schiman-czeika. Acantholimon macropetalum ingår i släktet Acantholimon och familjen triftväxter. Inga underarter finns listade i Catalogue of Life.